# Еліс Пол
Еліс Пол (англ. Alice Paul, 11 січня 1885 року, Маунт-Лорел (Нью-Джерсі), штат Нью-Джерсі- 9 липня 1977 року, Мурстаун (Нью-Джерсі)) — американська суфражистка та юристка. Провела успішну кампанію за жіночі виборчі права, що сприяла прийняттю дев'ятнадцятої поправки до Конституції США в 1920 році.

## Біографія
Народилась 11 січня 1885 року в американському селищі Маунт-Лорел (Нью-Джерсі). Навчалася в квакерському коледжі Суортмор. Потім здобула ступінь магістра і захистила докторський ступінь в Пенсильванському університеті. У 1922 році здобула ступінь бакалавра в галузі права в Вашингтонському юридичному коледжі Американського університету. У 1927 році стала магістром права. У 1928 році захистила докторський ступінь в галузі цивільного законодавства в Американському університеті. У зв'язку з об'єднанням Вашингтонського коледжу з Американським університетом у 1949 році, Пол прагнула мати документи про ступені обох навчальних закладів.
У 1929 році оселилася в будинку поруч з Капітолійським пагорбом, Вашингтон. Будинок наразі відомий як «Будинок-музей Сьюелл — Белмонт». 
У 1974 році Еліс Пол перенесла інсульт, який зробив її недієздатною. Вона померла у віці 93 років 9 липня 1977 року в Мурстаун (Нью-Джерсі).

## Феміністична діяльність
Після закінчення Пенсільванського університету Еліс Пол приєдналася до «Національної американської асоціації за жіночу рівноправність» і була призначена головою комітету у Вашингтоні. Асоціація лобіювала конституційну поправку для забезпечення права голосу для жінок. Цієї поправки спочатку домагалися суфражистки Сьюзен Ентоні і Елізабет Стентон, які намагалися провести голосування в кожному штаті США. Коли їхні зусилля з лобіювання виявилися безрезультатними, Пол і її колеги сформували в 1916 році «Національну жіночу партію», де ввели тактику, яка включала демонстрації, паради, масові мітинги, пікети та голодування. У 1916 році, під час президентських виборів, Еліс Пол та її колеги продовжували виступи проти Вудро Вільсона та інших демократів, які відмовились підтримати поправку. У 1917 році «Національна жіноча партія» провела перший пікет біля Білого дому. Учасниці тримали банери з вимогами права голосу. У липні 1917 року пікетниці, у тому числі й Еліс Пол, були заарештовані за звинуваченням в «ускладненому русі». У знак протесту Еліс Пол влаштувала голодування у в'язниці, згодом її перевели до психіатричного відділення лікарні. Водночас проходили демонстрації, відбувалося супутнє висвітлення у пресі, зокрема, у публікаціях щотижневої газети «Суфражистки». Це вплинуло на адміністрацію Вільсона, який у січні 1918 року оголосив, що жіноче виборче право — необхідний захід. У 1920 році внаслідок успішної кампанії за надання жінкам активного виборчого права була прийнята дев'ятнадцята поправка до Конституції США. У 1923 році Пол стала авторкою пропонованої Поправки про рівні права до Конституції США. Ця поправка потрапила в Сенат на голосування тільки в 1972 році й на голосуванні провалилася, але майже половина штатів прийняла її у свої Конституції.

## Пам'ять
Еліс Пол своє життя присвятила боротьбі за права жінок. Коледж Суортмор, в якому вона навчалася, назвав її іменем Жіночий центр і гуртожиток. Університет Монклер в Нью-Джерсі назвав на її честь один зі своїх будинків. 
У драмі «Ангели із залізними щелепами» (2004) роль Еліс Пол виконала акторка Гіларі Свонк. 
Дві країни випустили в пам'ять про неї поштові марки: Велика Британія в 1981 році й Сполучені Штати в 1995 р., в серії «Великі американці».